# Indratipula
Indratipula is een ondergeslacht van het geslacht van insecten Tipula binnen de familie langpootmuggen (Tipulidae).

## Soorten
Deze lijst van 2 stuks is mogelijk niet compleet.
- T. (Indratipula) comstockana (Alexander, 1970)
- T. (Indratipula) needhamana (Alexander, 1968)